# Antennaerenea niveosignata
Antennaerenea niveosignata är en skalbaggsart som beskrevs av Stefan von Breuning 1979. Antennaerenea niveosignata ingår i släktet Antennaerenea och familjen långhorningar. Inga underarter finns listade i Catalogue of Life.